# 珊珊 (電影)
《珊珊》，為1967年香港邵氏公司發行，何夢華執導之電影。

## 劇情簡介
林正庭（關山飾）與熊秋燕（張仲文飾）原為一對愛侶，卻因受阻於雙方家庭之反對而各奔前程。但在彼此分別結婚後，秋燕產下一女珊珊（李菁飾）後喪夫，正庭亦在得一女曉婷（張燕飾）後喪妻，一日彼此重逢，便決意共組家庭再續前緣。婚後正庭將珊珊視同己出，疼愛有加，使本就刁蠻任性的珊珊更是放縱自私，總是有意無意的欺負溫婉的姊姊曉婷。
余志堅（何藩飾）為珊珊姐妹倆的同學，與曉婷間相處融洽，感情極好，珊珊心存忌妒，興起搶奪之意，千方百計想將志堅搶到手。學校為殘廢兒童募款而籌備義演「紅樓夢」，珊珊因不喜飾演賈寶玉的同學丁楠（王世傑飾）而拒演林黛玉一角，志堅與曉婷苦苦勸告，珊珊於是已禁止志堅與曉婷來往為參演條件，姐妹之間更存芥蒂。
一日，珊珊無故昏倒在街上，經診斷後赫然發現自己竟患腦癌，只剩下半年生命。有感於時日無多，珊珊突然頓悟，決心痛改前非，在剩下的時間裡彌補過錯，撮合曉婷與志堅，並主動參加義演。最後珊珊終完成所有心願，含笑而逝。

## 人物角色
| 角色名稱 | 演員   | 備註       |
| -------- | ------ | ---------- |
| 林珊珊   | 李菁   |            |
| 林曉婷   | 張燕   |            |
| 余志堅   | 何藩   | 珊珊的同學 |
| 林正庭   | 關山   | 曉婷父     |
| 熊秋燕   | 張仲文 | 珊珊母     |
|          | 楊志卿 | 正庭父     |
|          | 馬笑儂 | 正庭母     |
| 丁楠     | 王世傑 | 珊珊的同學 |
| 余伯誠   | 胡同   | 余志堅父   |
|          | 吳瑋   | 余志堅母   |
| 張醫生   | 房勉   |            |
|          | 黎雯   | 張醫生妻   |
| 王醫生   | 王清河 |            |
| 林珊珊   | 妞妞   | 珊珊童年   |
| 林曉婷   | 小曼   | 曉婷童年   |
|          | 曾楚霖 | 丁楠友人   |
|          | 張照   | 賀客       |
| 王主任   | 劉準   |            |

## 其他製作人員
- 助導：葉森
- 化妝：方圓
- 錄音：王永華
- 佈景：莊生
- 片頭設計： 金佩玲

## 電影歌曲
- 插曲：「青春舞曲」
 主唱：靜婷

- 插曲：「隨風歸去」 
 作曲：王福齡 
 作詞：英偉 
 主唱：靜婷

- 插曲：「焚帕」 
 主唱：靜婷

## 獎項
- 第十四屆亞洲影展最佳影片
- 第七屆金馬獎優等劇情片
- 第七屆金馬獎最佳音效：王永華

## 外部連結
- 香港影庫上《珊珊》的資料（繁體中文）
- 豆瓣电影上《珊珊》的資料 （简体中文）
- 时光网上《珊珊》的資料（简体中文）
- 互联网电影数据库（IMDb）上《珊珊》的资料（英文）